# 福明斯科耶农村居民点
福明斯科耶农村居民点（俄语：Сельское поселение Фоминское）是俄罗斯联邦沃洛格达州舍克斯纳区所属的一个农村居民点。其下辖有14个居民点，行政中心为福明斯科耶。据2015年统计，该农村居民点的人口为333人。